# ريان ياربوروف
ريان ياربوروف (بالإنجليزية: Ryan Yarborough)‏ هو لاعب كرة قدم أمريكية أمريكي، ولد في 26 أبريل 1971 في بالتيمور في الولايات المتحدة.

## وصلات خارجية
- ريان ياربوروف على موقع مرجع كرة القدم المحترفة.كوم (الإنجليزية)